# Børnelammelse (dokumentarfilm)
|  | Denne artikel er oprettet af botten Steenthbot ud fra en ekstern database. Den kan derfor have sproglige fejl eller mangler. Denne skabelon kan fjernes efter kontrol af indholdet. |

Børnelammelse er en dansk oplysningsfilm.

## Handling
Oplysningsfilm om polio også kaldet børnelammelse. Polio er en virusinfektion, som i nogle tilfælde kan angribe nervecellerne i centralnervesystemet og give livsvarige lammelser. Filmen viser, hvordan man behandler poliopatienter under og efter infektionen. Årstal ukendt.